# Martin (Croacia)
Martin es una localidad croata de la ciudad de Našice, en el condado de Osijek-Baranja y en la región de Eslavonia.

## Demografía
| Gráfica de población de Martin 1857-2011                            |
|                                                                     |
| Según los censos de población de la oficina estadística de Croacia. |